# Обод (футбольный клуб)
«О́бод» (узб. «Obod» Toshkent futbol klubi / «Обод» Тошкент футбол клуби) — бывший узбекистанский футбольный клуб из города Ташкент, основанный в 2013 году и расформированный в конце 2017 года. В сезонах-2016 и 2017 выступал в Высшей лиге чемпионата Узбекистана.

## История
В первый год своего существования клуб занял 1-е место в группе A финального этапа Второй лиги чемпионата Узбекистана, завоевав путёвку в Первую лигу.
В 2014 году дебютировал в Первой лиге и по итогам предварительного этапа занял 3-е место в группе «Восток». «Обод» продолжил выступление в финальном этапе, где в итоге также стал 3-м.
В сезоне-2015 клуб занял 1-е места в группе «Запад» на предварительном этапе и в финальном этапе, получив право участвовать в Высшей лиге чемпионата Узбекистана.
В конце 2015 года в СМИ появилась информация о том, что «Обод», вероятно, не сможет в следующем сезоне выступить в Высшей лиге из-за того, что не готовы лицензии и клуб пока не заплатил членский взнос в ПФЛ Узбекистана.
ПФЛ дала «Ободу» срок до середины января и предупредила, что, если требования не будут соблюдены, клуб не будет допущен к участию в Высшей лиге, а его место займёт вылетевшее из элиты в прошлом сезоне самаркандское «Динамо».
8 января в СМИ появилась информация, что клуб выполнил все требования ПФЛ, и участие «Обода» в Высшей лиге подтверждено.
Тогда же стало известно о том, что клуб арендовал ташкентский стадион Джар, рассчитанный на 8500 зрителей. Ранее он проводил домашние матчи на маленьком стадионе вместимостью около 800 человек.
В своём дебютном сезоне в Высшей лиге Узбекистана «Обод» занял итоговое 14-е место среди 16 команд. В Кубке Узбекистана-2016, как и в предыдущем розыгрыше, он дошёл до 1/8 финала.
5 октября 2017 года на заседании исполнительного комитета ПФЛ Узбекистана по согласованию с Федерацией футбола Узбекистана было принято совместное решение об исключении клуба «Обод» из состава участников чемпионата Узбекистана-2017.
По заявлению Федерации футбола Узбекистана, причинами такого решения стали несколько факторов. Во-первых, у клуба имелась задолженность перед ПФЛ Узбекистана в размере 120 миллионов сумов.
Вторая причина — отсутствие лицензионных документов, а также отказ от предоставления финансовых документов и отчётов, что влечёт подозрения в неизвестных источниках финансирования.
Третьей причиной стало то, что в адрес Федерации футбола Узбекистана поступили письма от международной некоммерческой федерации Federbet о подозрительных результатах матча 20-го тура Высшей лиги между клубами «Обод» и «Согдиана» (2:2) и матча 22-го тура между «Ободом» и «Насафом» (0:6).

## Статистика выступлений
| Сезон | Лига        | Место | И  | В  | Н | П  | ЗМ | ПМ | О  | Кубок Узбекистана |
| ----- | ----------- | ----- | -- | -- | - | -- | -- | -- | -- | ----------------- |
| 2013  | Вторая лига | 1     | 4  | 4  | 0 | 0  | 12 | 2  | 12 | Не участвовал     |
| 2014  | Первая лига | 3     | 30 | 20 | 3 | 7  | 61 | 33 | 63 | 1/32 финала       |
| 2015  | Первая лига | 1     | 30 | 20 | 5 | 5  | 98 | 37 | 65 | 1/8 финала        |
| 2016  | Высшая лига | 14    | 30 | 6  | 6 | 18 | 25 | 51 | 24 | 1/8 финала        |
| 2017  | Высшая лига | 16    | 30 | 2  | 3 | 25 | 15 | 52 | 9  | 1/16 финала       |

Примечание. В октябре 2017 года «Обод» был исключен из состава участников чемпионата Узбекистана после 23-х проведённых матчей. В оставшихся 7 матчах клубу присуждались технические поражения со счётом 0:3.

## Достижения
- Победитель Первой лиги: 2015.
- Победитель Второй лиги: 2013.
- 1/8 финала Кубка Узбекистана (2 раза): 2015, 2016.

## Главные тренеры
| Период    | Главный тренер     |
| --------- | ------------------ |
| 2014      | Хайрулла Абдиев    |
| 2015      | Фарход Сафаров     |
| 2016      | Бобур Зухриддинов  |
| 2016      | Шавкат Абдуходжаев |
| 2016      | Александр Мочинов  |
| 2016      | Джафар Ирисметов   |
| 2016—2017 | Рауф Инилеев       |
| 2017      | Андрей Демченко    |

## Известные игроки
- Анвар Гафуров
- Шохруз Норхонов
- Павел Соломин
- Мирджамол Касымов
- Алишер Шагулямов
- Алишер Азизов
- Тимур Хакимов